# Elmer, the Great
Elmer, the Great is een Amerikaanse filmkomedie uit 1933 onder regie van Mervyn LeRoy. De film werd destijds in Nederland uitgebracht onder de titel Drie tegen nul.

## Verhaal
Als de honkbalspeler Elmer een aanbod krijgt van de Chicago Cubs wil hij niet weg bij zijn ploeg in Gentryville. Hij heeft immers een oogje op Nellie. Hij aanvaardt het aanbod alleen, omdat Nellie erop aandringt. Ze ziet Elmer in Chicago vervolgens kussen met een andere vrouw en wil niets meer van hem weten. Wanneer Elmer bovendien gokschulden maakt, stapt hij op vlak voor een belangrijke wedstrijd.

## Rolverdeling
| Acteur            | Personage       |
| ----------------- | --------------- |
| Joe E. Brown      | Elmer           |
| Patricia Ellis    | Nellie          |
| Frank McHugh      | Healy High-Hips |
| Claire Dodd       | Evelyn          |
| Preston Foster    | Walker          |
| Russell Hopton    | Whitey          |
| Sterling Holloway | Nick Kane       |
| Emma Dunn         | Mevrouw Kane    |
| Charles C. Wilson | Mijnheer Wade   |
| Charles Delaney   | Johnny Abbott   |
| Berton Churchill  | Kolonel Moffitt |
| J. Carrol Naish   | Jerry           |
| Gene Morgan       | Noonan          |